# Burlington (Míchigan)
Burlington es una villa ubicada en el condado de Calhoun en el estado estadounidense de Míchigan. En el Censo de 2010 tenía una población de 261 habitantes y una densidad poblacional de 148,41 personas por km².

## Geografía
Burlington se encuentra ubicada en las coordenadas 42°6′18″N 85°4′45″O / 42.10500, -85.07917. Según la Oficina del Censo de los Estados Unidos, Burlington tiene una superficie total de 1.76 km², de la cual 1.69 km² corresponden a tierra firme y (4.12%) 0.07 km² es agua.

## Demografía
Según el censo de 2010, había 261 personas residiendo en Burlington. La densidad de población era de 148,41 hab./km². De los 261 habitantes, Burlington estaba compuesto por el 98.08% blancos, el 0% eran afroamericanos, el 0% eran amerindios, el 0% eran asiáticos, el 0% eran isleños del Pacífico, el 0% eran de otras razas y el 1.92% pertenecían a dos o más razas. Del total de la población el 0% eran hispanos o latinos de cualquier raza.